# Frederico dos Países Baixos
Frederico, Príncipe dos Países Baixos, Príncipe de Orange-Nassau, Príncipe de Luxemburgo (Nome completo: Willem Frederik Karel; Berlim, 28 de fevereiro de 1797 – Wassenaar, 8 de setembro de 1881), foi o segundo filho do rei Guilherme I dos Países Baixos e de sua esposa, a princesa Guilhermina da Prússia (1774-1837).

## Primeiros anos
Frederico cresceu na corte do seu avô Frederico Guilherme II da Prússia e tio Frederico Guilherme III da Prússia. Um de seus tutores foi Karl von Clausewitz. Aos 16 anos, o príncipe lutou na batalha de Leipzig.
O príncipe mudou-se para os Países Baixos em dezembro de 1813. Como não falava neerlandês, foi enviado para a Universidade de Leiden para obter uma educação mais avançada. Também foi educado em Haia por Karl Ludwig von Phull. Quando Napoleão regressou de Elba, durante os cem dias o príncipe foi dado comando de um destacamento do exército de Wellington, que foi colocada em uma posição retrocedente perto de Braine, caso a batalha de Waterloo acabasse em derrota.

## Príncipe dos Países Baixos

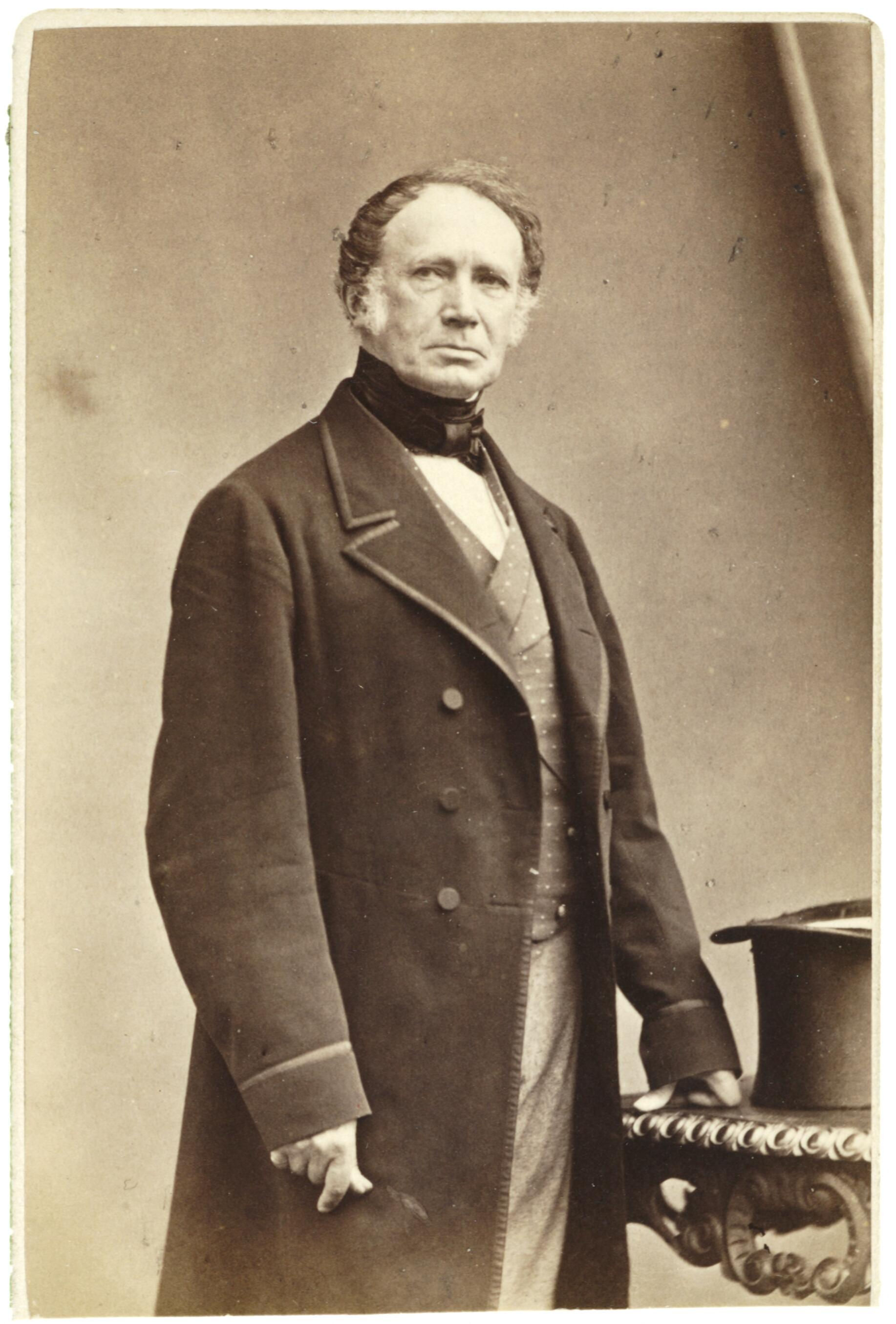
O príncipe Frederico dos Países Baixos.

Segundo um tratado, o príncipe iria herdar os bens alemães de sua família após a morte de seu pai. Uma vez que estes já não estavam na posse da família, seriam trocados pelo Grão-Ducado do Luxemburgo. Em 1816, Frederico renunciou a esta pretensão em troca de terras nos Países Baixos e do título de príncipe dos Países Baixos. Como compensação, recebeu um rendimento anual no valor de 190 000 florins holandeses, que o tornaram no membro mais rico da Casa de Orange-Nassau. Com o dinheiro comprou uma grande propriedade na Alemanha, o que também fez dele o maior proprietário de terras dos Países Baixos.
Em 1826 Frederico foi nomeado comissário-geral do departamento de guerra. Nesta função ele reorganizou o exército neerlandês em um modelo prussiano. Frederico fundou a Academia Militar em Breda e reequipou o exército com armamento moderno.
Em 1829, Frederico foi um candidato ao trono grego, mas ele declinou porque não queria ser rei de um país cuja língua e as tradições não lhe eram conhecidas.
Durante a Revolução Belga de 1830, Frederico comandou as tropas enviadas à Bruxelas para reprimir a rebelião. Após a independência da Bélgica, ele participou da Campanha dos Dez Dias de 1831.
Quando seu pai abdicou em 1840, Frederico afastou-se da vida pública na sua propriedade em Wassenaar, Em 1846, comprou o Schloss Muskau na Prússia, onde completou o Parque de Muskau, o maior e um dos mais conhecidos jardins da Europa Central, que se prolongava por ambos os lados da actual fronteira entre a Alemanha e a Polónia, no Rio Neisse. A criação do parque começou em 1815 a pedido do príncipe Hermann von Pückler-Muskau. Em Julho de 2004, a UNESCO atribuiu o título de Património Mundial ao Parque de Muskau.
Após a morte de seu irmão mais velho em 1849, os Países Baixos ficou com uma dívida pública elevada. Frederico conseguiu pagar um milhão de florins ao czar Nicolau I da Rússia, cunhado do seu irmão Guilherme II. O novo rei Guilherme III dos Países Baixos não queria herdar o reinado do seu pai, mas Frederico conseguiu convencê-lo a assumir o cargo com a promessa de que o iria ajudar. Guilherme III nomeou-o Inspector-Geral do exército. Ocupou esta função até 1868, ano em que se demitiu devido à falta de apoio à seus planos de modernização do exército. Frederico também conseguiu impedir que o rei Guilherme III se divorciasse da sua esposa, a princesa Sofia de Württemberg, conseguindo um acordo para uma separação legal. Após este acto final, retirou-se novamente para o Schloss Muskau, que renovou em estilo renascentista entre 1863 e 1866.

## Casamento e descendência

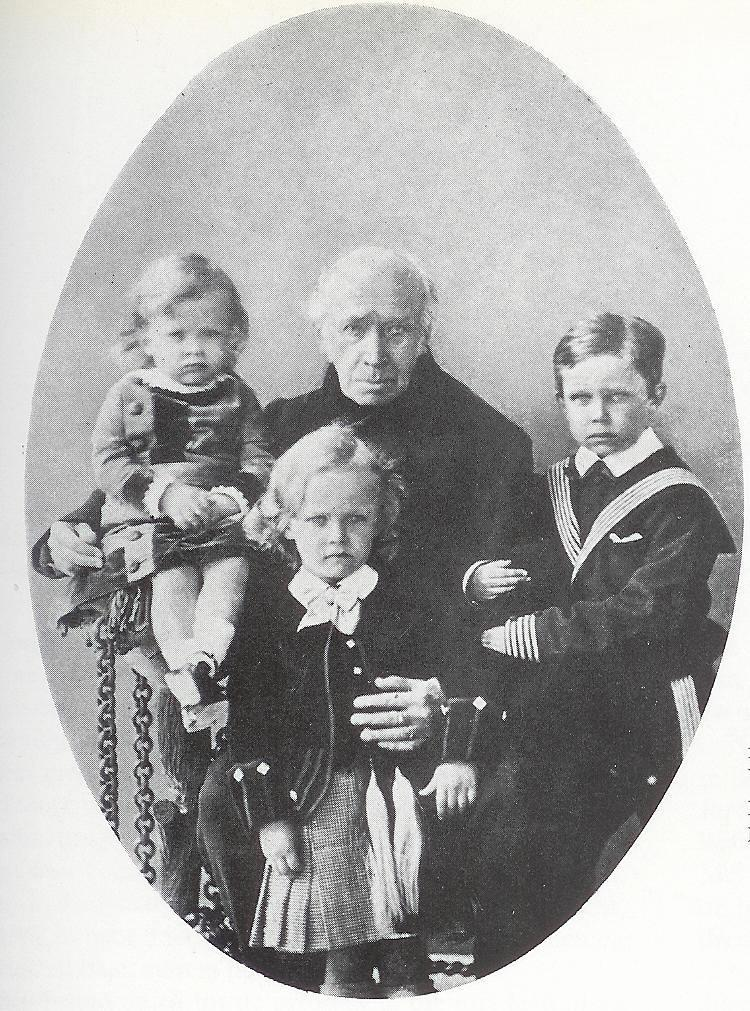
O príncipe Frederico em 1879 com os seus três netos: Guilherme Frederico, Guilherme e Vítor, príncipes de Wied e filhos da sua filha mais nova, Maria.

O príncipe Frederico casou-se em Berlim, a 21 de Maio de 1825, com a sua prima direita, a princesa Luísa da Prússia, filha do rei Frederico Guilherme III da Prússia. Juntos, tiveram quatro filhos:
1. Luísa dos Países Baixos (5 de Agosto de 1828 - 30 de Março de 1871), casada com o rei Carlos XV da Suécia; com descendência.
2. Guilherme dos Países Baixos (6 de Julho de 1833 -  1 de Novembro de 1834), morreu aos dezasseis meses de idade.
3. Frederico dos Países Baixos (22 de Agosto de 1836 - 23 de Janeiro de 1846), morreu aos nove anos de idade.
4. Maria dos Países Baixos (5 de Junho de 1841 - 22 de Junho de 1910), casada com Guilherme, Príncipe de Wied; com descendência.

## Genealogia
| Frederico dos Países Baixos | Pai: Guilherme I dos Países Baixos | Avô paterno: Guilherme V, Príncipe de Orange    | Bisavô paterno: Guilherme IV, Príncipe de Orange   |
| Frederico dos Países Baixos | Pai: Guilherme I dos Países Baixos | Avô paterno: Guilherme V, Príncipe de Orange    | Bisavó paterna: Ana, Princesa Real                 |
| Frederico dos Países Baixos | Pai: Guilherme I dos Países Baixos | Avó paterna: Guilhermina da Prússia             | Bisavô paterno: Augusto Guilherme da Prússia       |
| Frederico dos Países Baixos | Pai: Guilherme I dos Países Baixos | Avó paterna: Guilhermina da Prússia             | Bisavó paterna: Luísa de Brunsvique-Volfembutel    |
| Frederico dos Países Baixos | Mãe: Guilhermina da Prússia        | Avô materno: Frederico Guilherme II da Prússia  | Bisavô materno: Augusto Guilherme da Prússia       |
| Frederico dos Países Baixos | Mãe: Guilhermina da Prússia        | Avô materno: Frederico Guilherme II da Prússia  | Bisavó materna: Luísa de Brunsvique-Volfembutel    |
| Frederico dos Países Baixos | Mãe: Guilhermina da Prússia        | Avó materna: Frederica Luísa de Hesse-Darmstadt | Bisavô materno: Luís IX, Conde de Hesse-Darmstadt  |
| Frederico dos Países Baixos | Mãe: Guilhermina da Prússia        | Avó materna: Frederica Luísa de Hesse-Darmstadt | Bisavó materna: Carolina do Palatinado-Zweibrücken |